# Giương cờ ở Ground Zero
Giương cờ ở Ground Zero (Raising the Flag at Ground Zero) là bức ảnh do Thomas E. Franklin chụp cho tờ báo The Record của Quận Bergen, New Jersey vào ngày 11 tháng 9 năm 2001. Bức ảnh cho thấy ba lính cứu hỏa của Sở Cứu hỏa Thành phố New York đang kéo quốc kỳ Hoa Kỳ tại Trung tâm Thương mại Thế giới, sau Sự kiện 11 tháng 9. Tên chính thức của bức ảnh mà The Record sử dụng là Lính cứu hỏa kéo cờ và Lính cứu hỏa kéo cờ tại Ground Zero . Bức ảnh xuất hiện trên trang nhất của The Record vào ngày 12 tháng 9 năm 2001. Tờ báo cũng đưa nó lên kênh Associated Press và nó xuất hiện trên trang bìa của một số tờ báo trên khắp thế giới. Nó thường được so sánh với bức ảnh Raising the Flag on Iwo Jima do Joe Rosenthal chụp trong Thế chiến II.

Một lá cờ Mỹ tại Ground Zero.

## Chụp ảnh
Franklin chụp bức ảnh này ngay sau 5 giờ chiều bằng máy ảnh số. Lúc đó, anh đang đứng dưới lối đi dành cho người đi bộ băng qua Đường cao tốc West Side nối với Trung tâm Tài chính Thế giới, nằm ở góc tây bắc của Ground Zero. Franklin cho biết lính cứu hỏa cách anh khoảng 150 yard (140 m) và các mảnh vỡ cách đó 100 yard (91 m). Họ cách mặt đất khoảng 20 feet (6,1 m). Franklin đã đi nhờ một chiếc tàu kéo qua Sông Hudson, đến nơi sau khi các tòa tháp sụp đổ. Ông đã ở cùng nhiếp ảnh gia James Nachtwey khi nhìn thấy lính cứu hỏa. Những lính cứu hỏa trong ảnh là lính cứu hỏa George Johnson ở Rockaway Beach , Dan McWilliams ở Long Island (cả hai đều từ Ladder 157) và Billy Eisengrein ở Staten Island (Rescue 2) có trụ sở tại Brooklyn.

## Về lá cờ
Lá cờ đến từ du thuyền Star of America, thuộc sở hữu của Shirley Dreifus và người chồng quá cố Spiros E. Kopelakis, neo đậu tại bến du thuyền trên Sông Hudson tại Trung tâm Tài chính Thế giới. McWilliams cắt cánh buồm của du thuyền bằng Cưa K12 rồi mang lá cờ và cột cờ từ du thuyền đến khu vực sơ tán ở phía tây bắc của địa điểm. Họ tìm thấy một cột cờ cách mặt đất khoảng 20 feet (6,1 m) nhô ra từ một đống đổ nát được cho là từ khuôn viên của khách sạn WTC3, nằm cạnh các tòa tháp.
Ngay sau khi được kéo lên trên Ground Zero, nó đã biến mất. Thành phố nghĩ rằng họ đã sở hữu lá cờ sau vụ tấn công; Thị trưởng Rudolph Giuliani và George Pataki đã ký vào lá cờ khác, và nó đã tung bay tại Tòa thị chính New York, Sân vận động Yankee và trên USS Theodore Roosevelt (CVN-71) trong thời gian phục vụ ở Trung Đông.
Tuy nhiên, khi chủ sở hữu lá cờ chuẩn bị chính thức tặng lá cờ, người ta phát hiện ra rằng đó không phải là lá cờ từ Ground Zero. Có một sự khác biệt về kích thước: lá cờ của du thuyền có kích thước 4 x 6 feet (1,2 m × 1,8 m), trong khi lá cờ của thành phố có kích thước 5 x 8 feet (1,5 m × 2,4 m). Sau đó chủ nhân lá cờ đã lập một trang web để nỗ lực lấy lại lá cờ. Một bộ phim tài liệu của CNN năm 2013 đã phát hiện ra bằng chứng video cho thấy lá cờ đã mất tích vài giờ sau khi lần đầu tiên được kéo lên.
Lá cờ gốc hiện đã được lấy lại. Việc này là kết quả của một manh mối thu thập được sau khi phát sóng chương trình Lost History của Brad Meltzer trên History Channel vào năm 2014. Một số nhà khoa học hiện đã xác minh rằng lá cờ này là thật và nó đã được công bố vào Chủ Nhật, ngày 11 tháng 9 năm 2016, kỷ niệm 15 năm sau sự kiện, trong chương trình đặc biệt của History Channel về lá cờ, America's 9/11 Flag: Rise From the Ashes.

## Sau này

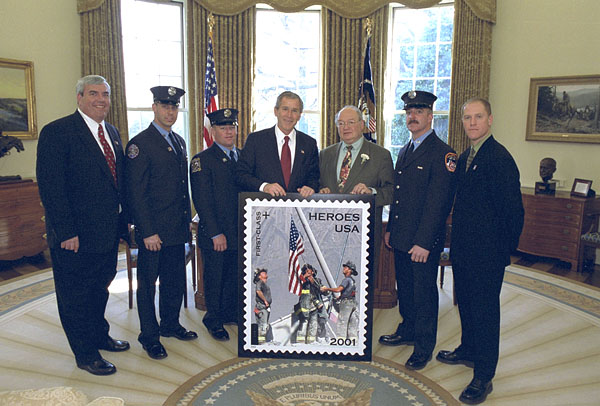
Ngày 11 tháng 3 năm 2002, lễ ra mắt tem Heroes. Từ trái sang phải: Tổng cục trưởng Bưu điện John E. Potter; Lính cứu hỏa Billy Eisengrein và George Johnson; Tổng thống George W. Bush; Đại diện Hoa Kỳ Gary Ackerman, Quận 5, New York (người tài trợ); Lính cứu hỏa Dan McWilliams; và nhiếp ảnh gia của The Record Thomas E. Franklin, người đã chụp bức ảnh.

Michael Kessel, một luật sư ở Manhattan, đã đề xuất với Đại diện Hoa Kỳ Gary Ackerman rằng bức ảnh này nên được sử dụng làm tem, và tem "Heroes 2001", Mã USA Scott #B2, đã được Tổng thống George W. Bush công bố vào ngày 11 tháng 3 năm 2002, trong một buổi lễ có sự tham dự của Franklin, Johnson, Eisengrein và McWilliams. Những con tem này là tem bán bưu chính : chúng có giá mua (45 xu) cao hơn giá trị bưu chính của chúng (34 xu), với số dư được trao cho các nỗ lực cứu trợ của Cơ quan Quản lý Tình trạng Khẩn cấp Liên bang. Do đó, một ngoại lệ đặc biệt đã được đưa ra đối với yêu cầu thông thường của Bưu điện Hoa Kỳ rằng đối tượng của tem phải là người đã chết.
Vào ngày 5 tháng 11 năm 2007, một tượng đài bằng đồng cao 40 foot (12 m) dựa trên bức ảnh có tên To Lift A Nation và mô tả cảnh ba lính cứu hỏa New York đang giương cao lá cờ trên đống đổ nát của Trung tâm Thương mại Thế giới đã được khánh thành tại Công viên Tưởng niệm Lính cứu hỏa Quốc gia đã hy sinh ở Emmitsburg, Maryland.

## Bức ảnh khác
Có một bức ảnh khác về cùng sự kiện nhưng chụp từ một góc độ khác của Lori Grinker, một nhiếp ảnh gia của hãng ảnh Contact Press Images (người đã chụp toàn bộ chuỗi ảnh), không phải của Ricky Flores cho The Journal News. Flores cũng có thể đến gần Ground Zero vào ngày xảy ra vụ tấn công và vào khoảng thời gian Franklin chụp bức ảnh của mình, Flores có thể vào tầng hai của một tòa nhà gần đó và chụp được cùng một cảnh.